# Sveti Rok
Sveti Rok (niem. Sankt Rochus, wł. San Rocco) – wieś w Chorwacji, w żupanii licko-seńskiej, w gminie Lovinac. Leży w regionie Lika. W 2011 roku liczyła 279 mieszkańców.

## Położenie
Niedaleko znajduje się węzeł Sveti Rok na autostradzie A1.